# Cacodaemon freudei
Cacodaemon freudei es una especie de coleóptero de la familia Endomychidae.

## Distribución geográfica
Habita en Sumatra y Sarawak.